# 브레드레스 (2012년 영화)
《브레드레스》(Breathless)는 미국에서 제작된 제시 바겟 감독의 2012년 코미디, 스릴러 영화이다. 발 킬머 등이 주연으로 출연하였고 필립 B. 골드핀 등이 제작에 참여하였다.

## 출연

### 주연
- 발 킬머
- 레이 리오타
- 지나 거손
- 켈리 기디쉬
- 웨인 듀발

### 조연
- 리차드 리엘

## 기타
- 미술: 나단 레이

## 평가
이 영화는 로튼 토마토에서 60%의 평점을 받았다.